# República Cisalpina
La República Cisalpina fue una «república hermana», un estado satélite de la Primera República Francesa creado el 29 de junio de 1797 por Napoleón Bonaparte y situado en el norte de Italia con capital en Milán. Su territorio incluía la Lombardia cuando se fundó, luego se amplió a los territorios de Cispadana (julio de 1797) y los de la mitad occidental de la República de Venecia (1800).
Formada en territorios conquistados por Francia, centrados en el valle del río Po. La república fue confirmada en el Tratado franco-austriaco de Campo Formio el 17 de octubre de 1797. La República tenía un gobierno basado en el del Directorio en Francia, era nominalmente independiente, pero la ocupación militar francesa y los subsidios mensuales la vinculaban firmemente a Francia.
Esta república se doto de una bandera tricolor (verde, blanco, rojo) imitando la bandera de Francia (será asumida por la Italia unificada).

## Historia

### La República
El nuevo estado cisalpino se ve dotado por Francia de una constitución, que es la copia casi fiel de la constitución francesa del año III. El 9 de julio, el texto fue promulgado solemnemente, pero no fue sino hasta el 21 de noviembre del mismo año que la nueva constitución entró en vigor, poniendo fin al régimen de ocupación militar que comenzó en mayo de 1796.
El 17 de octubre de 1797, con la firma del Tratado de Campoformio, la República Cisalpina fue reconocida oficialmente como un país independiente de Austria. Sin embargo, después de trece meses de ocupación austriaca, entre finales de mayo y junio de 1800, el ejército francés reconquistó la mayoría de los territorios cisalpinos. La reorganización de la república fue encomenda por el primer cónsul de la república francesa a un grupo de cincuenta miembros, presididos por un ministro extraordinario del gobierno francés, de facto encargado de dirigir el estado.

## Después de 1802
En 1802 pasó a llamarse República Italiana, y en 1805 se convirtió en el Reino de Italia, del que Napoleón fue rey. En 1815 el territorio fue cedido a Austria.

## Administración
La forma institucional del estado se instituyó en agosto de 1796 y se inspiró en la de Francia, era un gobierno de sistema directorial. El poder ejecutivo se delegó en un directorio de cinco miembros. Cuatro de ellos fueron designados por el general Napoleón Bonaparte el 29 de junio de 1797, el día del nacimiento de la república. El quinto miembro del directorio fue designado por Bonaparte el 28 de julio de 1797 y asumió el cargo el 2 de agosto. El ejecutivo permaneció en el cargo hasta febrero de 1802, cuando se instaló el gobierno constitucional de la recién proclamada república italiana.
El día siguiente a la proclamación de la república, el directorio nombró a los ministros, que de acuerdo con las disposiciones de la constitución, no formaban consejo y podían ser despedidos por el directorio.

## Geografía
La República Cisalpina comprendía un territorio de unos 40 000 km², atravesados por el río Po. Los territorios que junto con la antigua Lombardía austríaca conformaron la república fueron los estados del ex duque de Módena, las tres antiguas legaciones papales de Bolonia, Ferrara, Romaña, las provincias de Bérgamo, Brescia, Crema y parte de Veronese, la ciudad de Mantua, el antiguo ducado de Massa y Carrara y todos los feudos imperiales entre la Toscana, la Cisalpina, la república de Génova y el ducado de Parma, el feudo de Campione, Valtellina y los antiguos condados de Chiavenna y Bormio.